# Palacio de Justicia de los Estados Unidos Robert H. Jackson
El Palacio de Justicia de los Estados Unidos Robert H. Jackson (en inglés Robert H. Jackson United States Courthouse) es un tribunal federal de los Estados Unidos ubicado en Búfalo, una ciudad del estado de Nueva York (Estados Unidos). El edificio ocupa una cuadra completa de Delaware Avenue en Niagara Square, directamente enfrente de Statler Towers y adyacente al Ayuntamiento de Búfalo. El edificio cuenta con estacionamiento interior seguro para 54 vehículos, un pabellón de entrada de vidrio que tiene las 4536 palabras de la Constitución de los Estados Unidos grabadas en el vidrio, y está rematado por un cerramiento de vidrio destinado a parecerse a una linterna incandescente cuando se ilumina.

## Construcción
El palacio de justicia reemplazó un bloque de estructuras que anteriormente ocupaban el sitio, siendo el más notable el edificio del teatro Erlanger de 1927 construido por Statler Hotels.
Aunque se esperaba que fuera inaugurado en julio de 2010, la construcción del edificio se había retrasado un año debido a preocupaciones sobre la fachada de paneles de vidrio y un problema de humedad. Los funcionarios federales abrieron el palacio de justicia en noviembre de 2011. Una vez finalizado, el edificio fue el edificio gubernamental más caro de la historia del oeste de Nueva York. El edificio reemplazó al Palacio de Justicia Michael J. Dillon como el tribunal federal principal de Búfalo, y actualmente alberga el Tribunal de Distrito, el Tribunal de Apelaciones y otras entidades. El edificio fue diseñado y construido para lograr una certificación LEED -NC Gold a través del US Green Building Council.
El vestíbulo tiene paneles monumentales de vidrio de colores diseñados por el nativo del área de Búfalo, Robert Mangold, una figura importante en el movimiento de abstracción geométrica. El edificio ganó el Premio 2011 a la Excelencia en Diseño y Fabricación de la Architectural Precast Association.

## Nombre
En diciembre de 2011, el congresista Brian Higgins presentó un proyecto de ley que nombraba el palacio de justicia de Robert H. Jackson, el único neoyorquino occidental que se desempeñó como juez de la Corte Suprema. El proyecto de ley HR3556 fue votado y aprobado el 23 de julio de 2012 y se convirtió en ley el 5 de octubre de 2012. El nombre de Jackson Courthouse en el edificio fue revelado en una ceremonia el 30 de septiembre de 2013.

## Galería

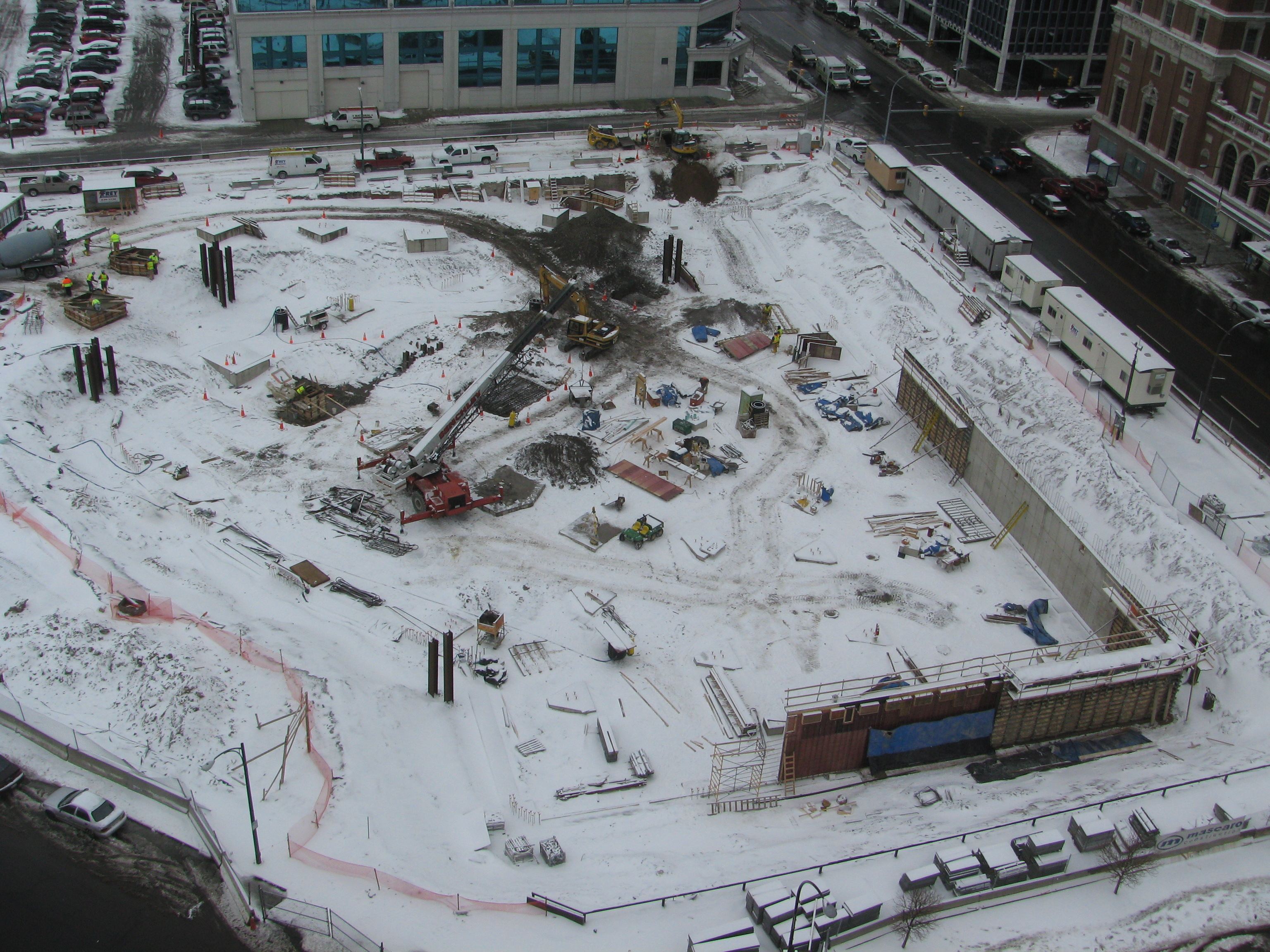
La obra en desarrollo en 2008
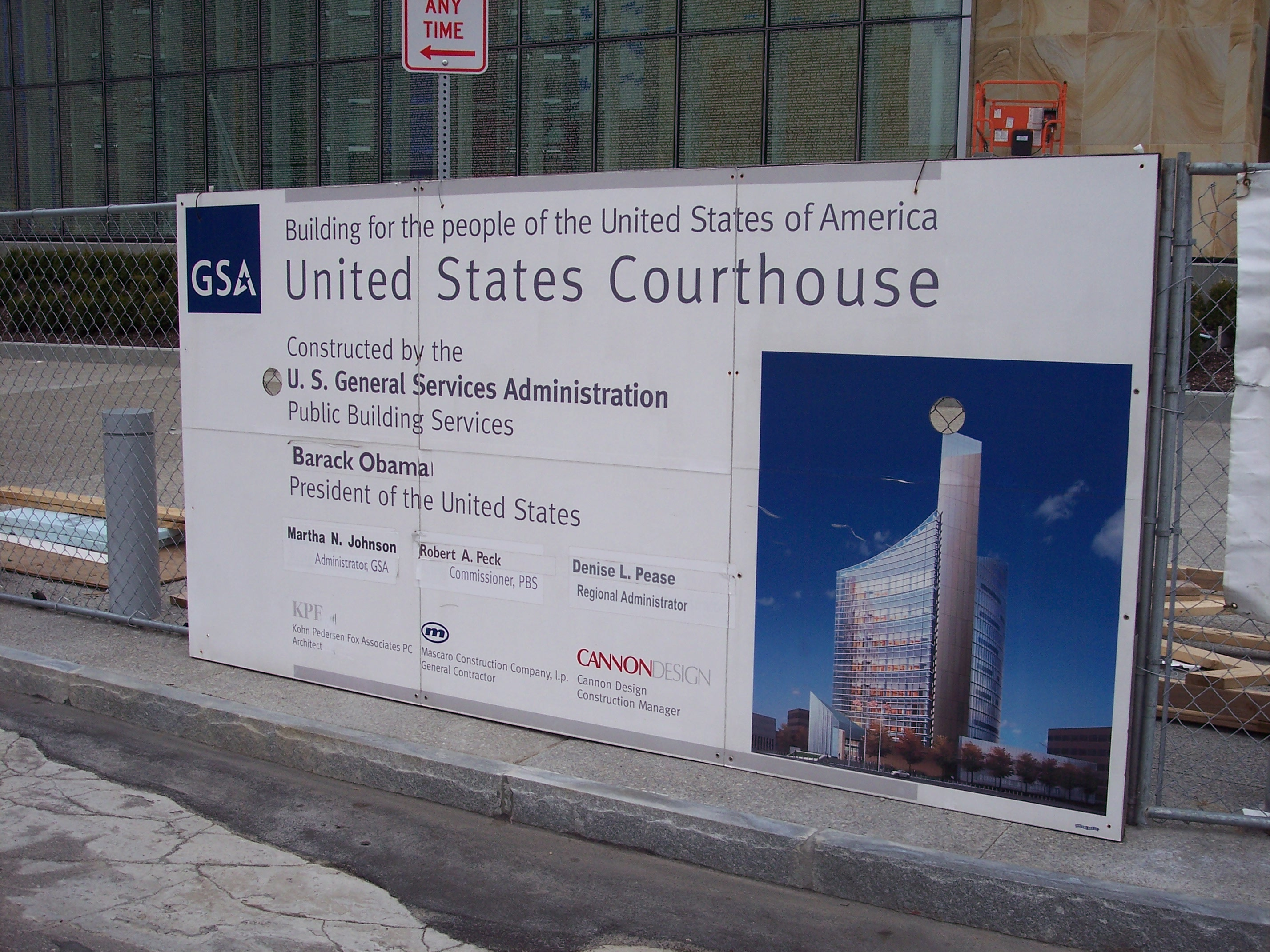
Panel informativo en 2011
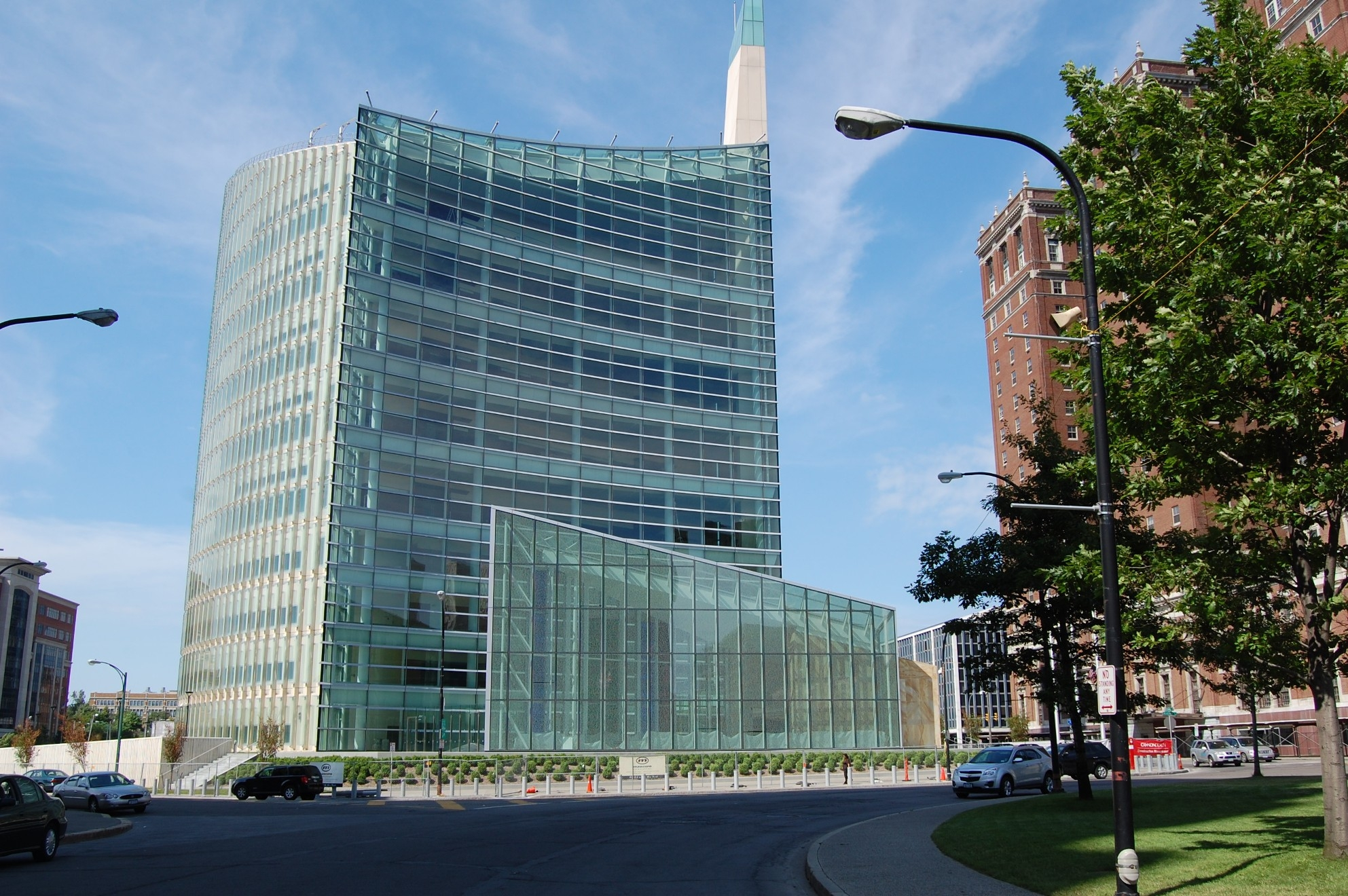
Vista desde Niagara Square
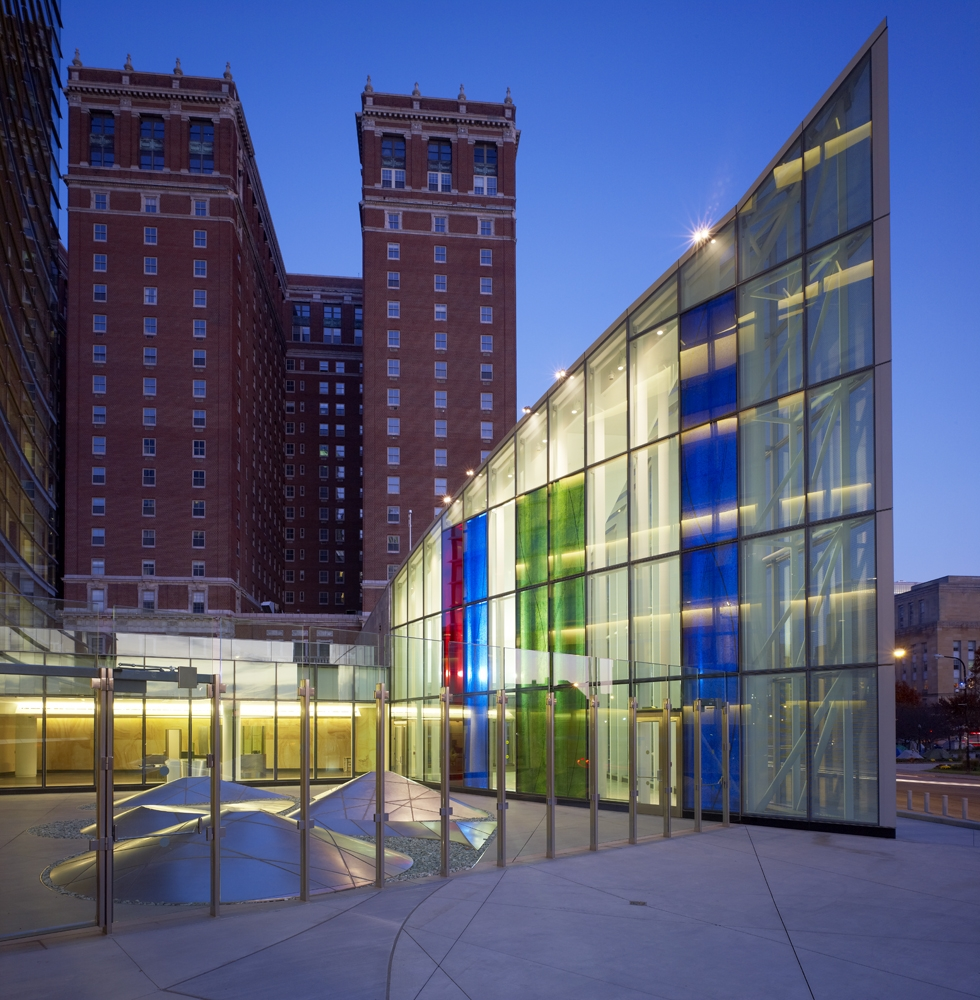
Pabellón de vidrio frente al edificio
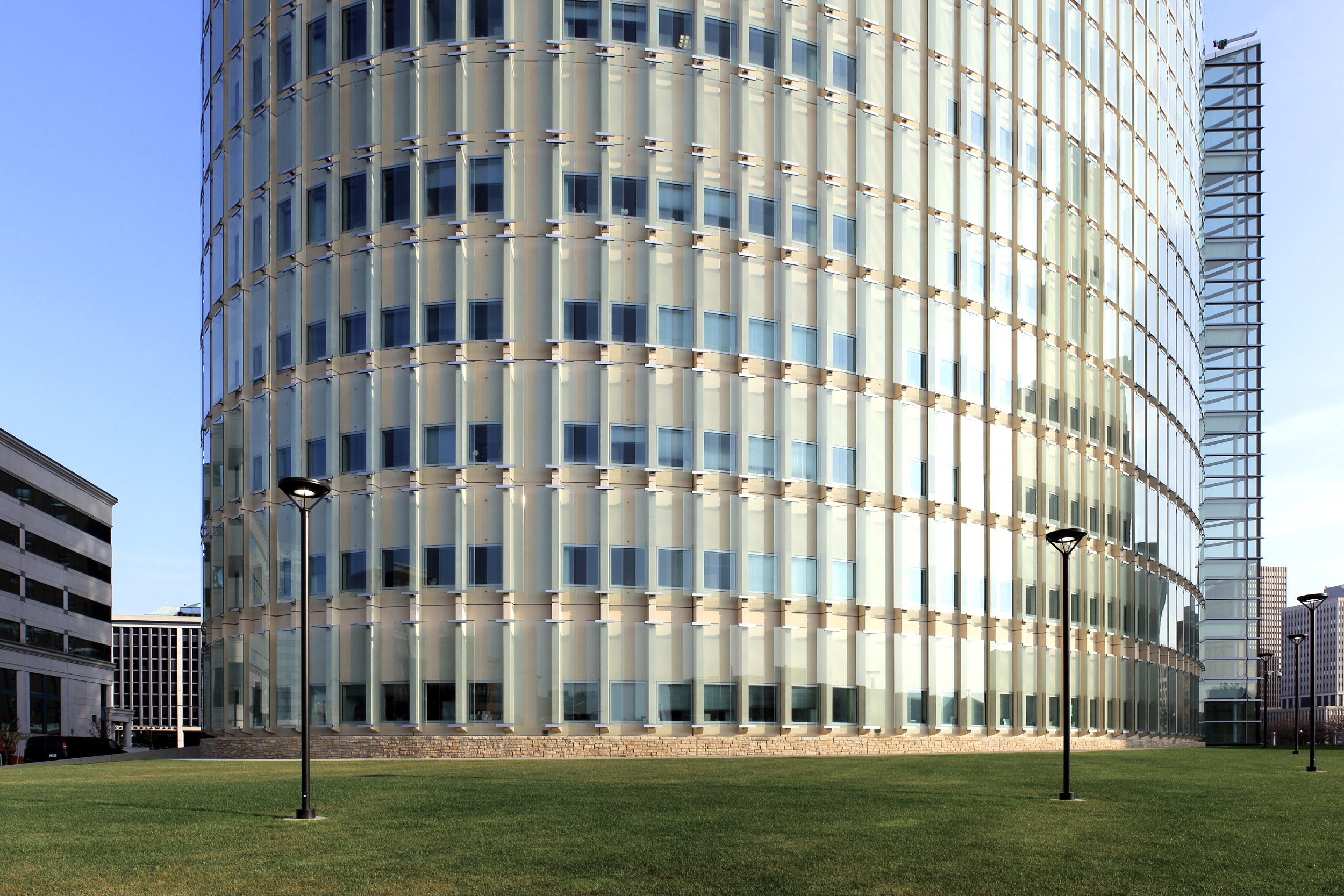
Vista desde la cale
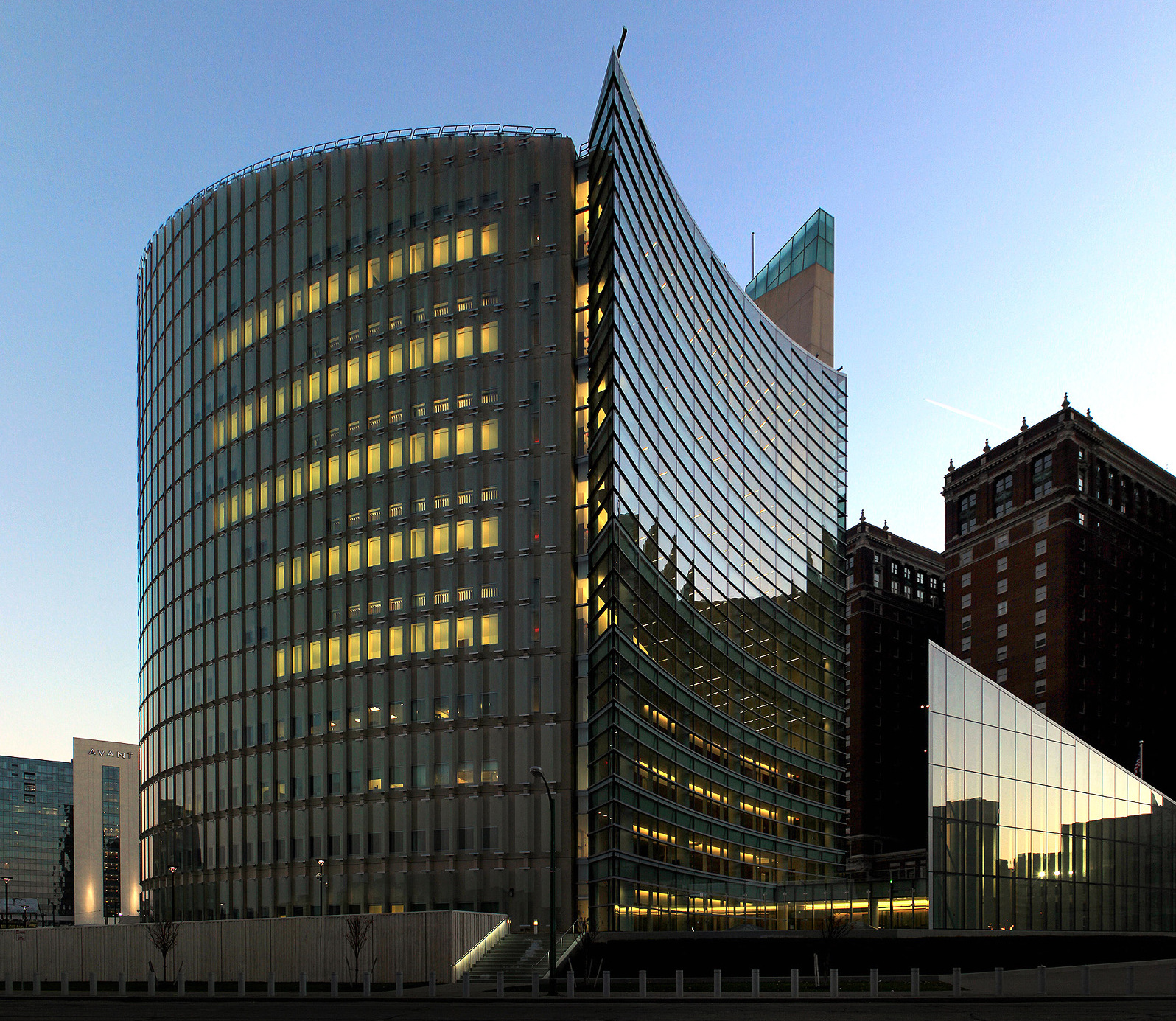
Iluminación nocturna